# Maka (cultura)
Maka, termine kimbundu, è il raduno diurno di un villaggio dell'Africa Nera. Sta a designare il forum particolarmente deputato a trattare i problemi di qualunque genere sugli individui, la comunità, il villaggio, e il suo ambiente, l'ecosistema. Nella maka, insomma, vengono discusse tutte le espressioni della vita comunitaria, le questioni riguardanti la giustizia, il matrimonio, i conflitti, le eredità, la responsabilità comune nell'andamento del villaggio, il rapporto con gli Antenati e con la divinità, le decisioni da prendere qualora il villaggio venga colpito da qualche calamità. Per antonomasia, maka può designare un problema in genere.
La maka implica dunque il raduno degli abitanti del villaggio, raduno che avviene circa una volta al mese o in occasione della necessità di risolvere un problema. La convocazione parte generalmente dal capo del villaggio o dal consiglio degli Anziani o da uno o più membri del villaggio che ne ravvisino il bisogno. 
L'assemblea ha luogo all'aperto: le persone si dispongono in semicerchi concentrici ai piedi della mulemba, un tipico ficus, albero mastodontico, che in tale circostanza non è solo dispensatore di ombra in virtù della sua vasta e folta chioma verde, ma è anche una forte presenza bene augurante e protettrice della prosperità del gruppo.
La maka è un momento molto importante per la vita della comunità, in quanto, qualunque sia il caso trattato, il contesto che si viene a creare per la sua soluzione incide nel tessuto sociopolitico e socio-amministrativo: è attraverso di essa che il popolo viene informato sulle decisioni e sulle prassi introdotte dal consiglio degli anziani e può influenzarle, in quanto ogni membro della maka può intervenire nella discussione e ha diritto di essere ascoltato: è inconcepibile interrompere o coprire la voce di chi sta parlando con un'altra voce: e ciò evidenzia quanta tolleranza vi sia nei confronti dei diversi punti di vista e come venga incoraggiata la partecipazione.
Questo modello di democrazia partecipata fa sì che tutti i membri comunichino fra loro e contribuiscano attivamente a tracciare nuove strade per il destino del villaggio. Nel forum della maka i problemi della  socializzazione richiamano un'attenzione particolare. Essa, la socializzazione, deve avvenire non solo a livello della distribuzione dei beni, ma anche a livello degli utensili: strumenti agricoli, reti da caccia e da pesca, e simili.
In quest'ottica o tutti i membri della comunità muoiono di fame o nessuno muore di fame. Se di povertà si parla nella sfera dei beni di sussistenza essa non nasce da un disequilibrio tra “livelli di vita” che sono i segni di una gerarchia sociale; se di povertà si parla essa è relazionata a determinati periodi: più o meno piovosi, di maggior o minore raccolto, di calamità naturali. Allora, la comunità prende delle misure che possono arrivare anche allo spostamento del villaggio. Ma la povertà non può essere mai attribuita all'organizzazione sociale, che viene resettata  appunto nella maka. Questo nell'ambito genuinamente africano. In effetti, anche nelle lotte tribali tipicamente africane, che hanno fatto scorrere tanto inchiostro in Occidente, il capo vinto perdeva l'autorità sulla sua gente ma non quella sulla terra.  
Quindi la sua gente continuava a usufruire della terra. In questa prospettiva possiamo capire bene le parole di Serge Latouche quando, riferendosi all'Africa, scrive: “La povertà economica è proprio una invenzione occidentale, non solo perché ha creato nuovi bisogni materiali senza soddisfarli, ma perché l'intrusione dell'Occidente ha toccato il sistema di valori che sottendono le pratiche sociali dei tempi antichi” (L'Altra Africa. Tra dono e mercato, Bollati Boringhieri, Torino 1997, p. 141). Fra queste pratiche sociali, c'è quella della maka, che viene talmente scalfita dal modernismo da fare domandare agli  europei se in Africa sia mai esistita la democrazia.